# Mahndorfer See
Der Mahndorfer See ist ein Baggersee im Süden von Bremen mit einer Fläche von 22,4 Hektar und einer maximalen Tiefe von 15 Metern. Durch den See verläuft die Landesgrenze, das östliche Ufer gehört zur Stadt Achim im Landkreis Verden, Niedersachsen.

## Lage und Anfahrt
Der Mahndorfer See befindet sich zwischen der Autobahn A1 und der Mahndorfer Heerstraße im Südosten der Stadt Bremen, Ortsteil Mahndorf. Ein kleiner Teil der Fläche gehört zu Niedersachsen. Die Aussicht wird von zehn, in der Mahndorfer Marsch stehenden Windkraftanlagen geprägt.
Der See ist über den einen Kilometer entfernten Bahnhof Bremen-Mahndorf an den ÖPNV angebunden. Dort fahren auch die Linie 1 der Straßenbahn Bremen und die Busse der Linien 38, 40/41 und 44. Der Parkplatz am Bollener Kirchweg ist mit dem Auto über die Mahndorfer Heerstraße zu erreichen.

## Geschichte
Der ursprünglich nur 7 ha große See entstand 1961/62 während des Baus der Autobahn A1. Er lag östlich und nördlich der heutigen Inseln. Seine heutige Größe erhielt er 1982 durch Sandentnahme für den Bau des Mercedes-Werks in Bremen.

## Nutzung
Das Sport- und Freizeitheim der Versehrtensportgemeinschaft Bremen am Nordufer des Sees wurde 1965 eröffnet, westlich davon entstand Mitte der 1970er Jahre ein Zeltplatz.
Der Mahndorfer See dient heute als Badesee mit einer DLRG-Station, die 1982 als Ersatz für eine frühere Station nach Plänen des Hochbauamtes Bremen gebaut wurde. Es gibt zwei Strandbereiche mit grobkörnigem Sand sowie drei Liegewiesen. Zwischen See und A1 erstreckt sich ein Wald, durch welchen man den See umrunden kann. Da das Wasser sehr nährstoffarm ist, hat es eine recht gute Badequalität.
Im See befinden sich zwei Vogelschutzinseln, deren Betreten verboten ist. Zusammen mit dem südlich liegenden Wald bilden sie ein Landschaftsschutzgebiet.